# Мюнхенська конференція з безпеки

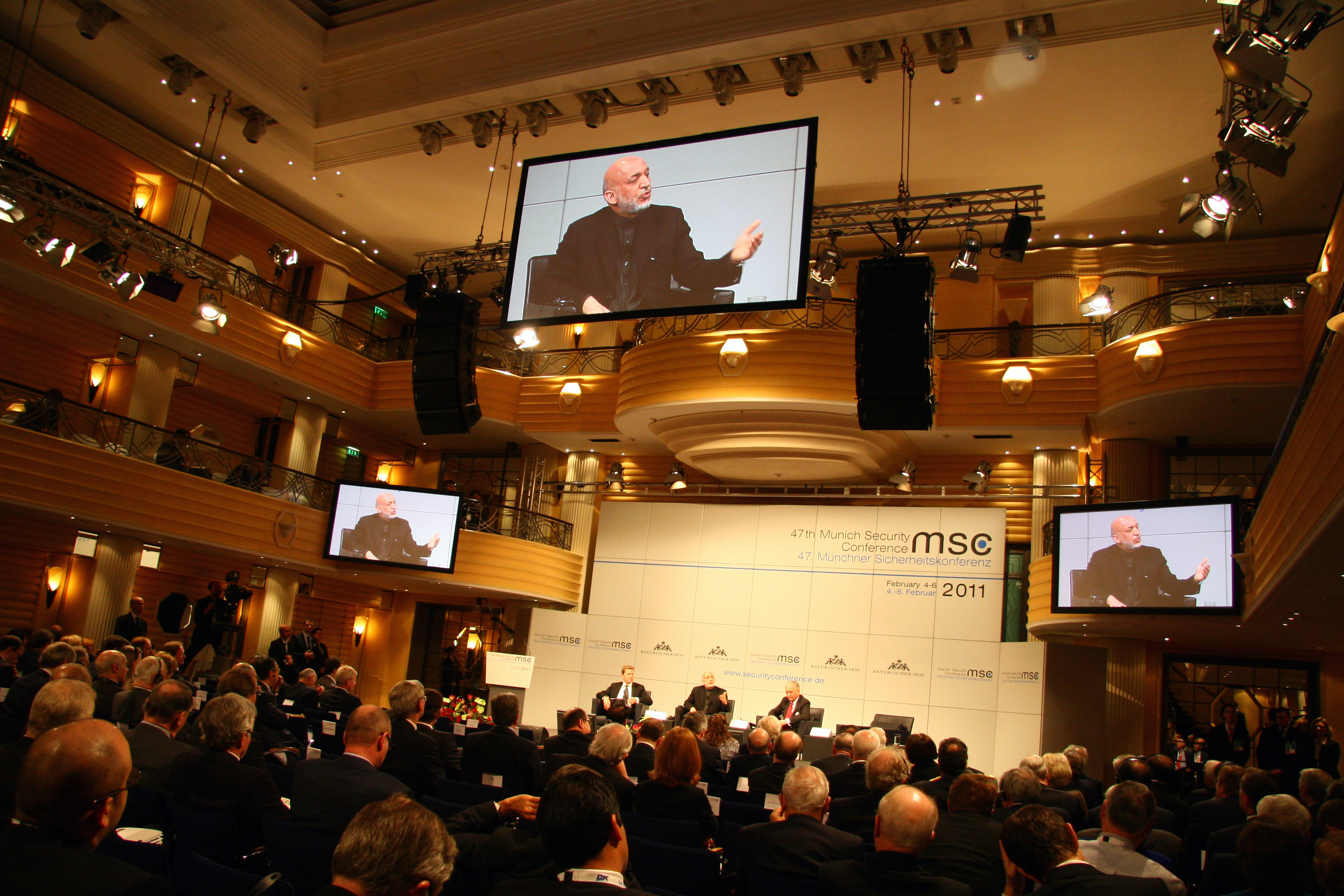
47-а Мюнхенська конференція з безпеки в 2011 році

Мюнхенська конференція з безпеки (нім. Münchener Sicherheitskonferenz, англ. Munich Security Conference) — щорічна міжнародна конференція, яка проводиться в Мюнхені (Німеччина) кожного лютого з 1963 року, на якій політики, військові й представники бізнесу, неурядові організації та експерти з питань безпеки обговорюють актуальні питання у сфері безпеки, поза дипломатичними й протокольними вимогами. Головною метою конференції є обговорення актуальних питань зовнішньої політики, політики безпеки та оборони. Це найбільша у світі конференція з такого роду питань. Раніше вона іменувалася Конференцією з військових питань (нім. Wehrkundetagung) і Мюнхенською конференцією з політики безпеки. Конференція проводиться в готелі Байрішер Гоф (нім. Hotel Bayerischer Hof). Організатором є Фонд Мюнхенської конференції з безпеки (некомерційна організація) (нім. Stiftung Münchner Sicherheitskonferenz (gemeinnützige) GmbH).
Засновник, незмінний організатор і керівник до 1998 року — був німецький видавець Евальд-Гайнріх фон Кляйст-Шменцін. У 1999 році його очолив Горст Тельчик, колишній радник з питань зовнішньої та оборонної політики канцлера Гельмута Коля, а в 2009 році — посол Вольфганг Ішингер, а в 2022 році — посол Крістоф Гойсґен.
Учасниками форуму в перші 30 років були військові й політичні лідери держав НАТО, політологи і представники ЗМІ. З 1990-х років у конференції беруть участь представники України, Росії та інших країн Східної Європи (з 1995), Китаю, Індії, Японії.
Виступ президента Росії Володимира Путіна на 43-й мюнхенській конференції 2007 року, отримало назву Мюнхенська промова, викликав великий резонанс у суспільстві та деякими політологами було названо початком нової холодної війни.
61-ша Мюнхенська конференція з безпеки відбувається з 14 по 16 лютого 2025 року, після чого Єнс Столтенберг обійме посаду нового голови конференції.

## Історія та мета
У 1963 році Евальд-Гайнріх фон Кляйст-Шменцін ініційовано Міжнародну конференцію з питань безпеки. Борець руху опору з округу Штауффенберг працював над запобіганням майбутніх військових конфліктів, таких як Друга світова війна. Учасниками даних зборів було приблизно 60 осіб, включаючи Гельмута Шмідта та Генрі Кіссінджера.
Фон Кляйст очолював конференцію до 1997 року. Його наступником став державний службовець і бізнесмен Горст Тельчик, який обіймав посаду голови з 1999 по 2008 рік. Під керівництвом Тельчика на конференцію з безпеки з 1999 році почали запрошувати представників політики, бізнесу й військових з Центральної та Східної Європи, а також з Індії, Японії і Китайської Народної Республіки. З 2009 року конференцію очолює колишній дипломат Вольфганг Ішингер. З того часу учасниками конференції є представники з усього світу. У 2011 році Ішинґер заснував Фонд Мюнхенської конференції з безпеки, керуючим директором і головою правління якого він був, поки Крістоф Гойсґен не зайняв цю посаду в лютому 2022 року.

## Загальна інформація про конференцію
Мюнхенська конференція з безпеки є приватною організацією, а не офіційним заходом, організованим урядом. Вона слугує платформою для дискусій та обговорень питань безпеки між учасниками. Під час конференції також організовуються інші зустрічі. Понад 100 паралельних заходів проводяться спільно з неурядовими організаціями, зокрема, такими як Трансперенсі Інтернешнл (англ. Transparency International), Ґрінпісом (англ. Greenpeace) або Міжнародною амністією (англ. Amnesty International).
На Мюнхенській конференції з безпеки не приймаються міжурядові резолюції, що мають обов'язкову силу, і не публікуються заключні комюніке. У 2011 під час Мюнхенської конференції з безпеки відбувся обмін ратифікаційними грамотами про ратифікацію Договору про скорочення стратегічних наступальних озброєнь (СНО-3) (англ. Strategic Arms Reduction Treaty, New START), який був підписаний між США і Росією.
Напередодні конференції щорічно, починаючи з 2015 року, публікується Мюнхенський звіт про безпеку (англ. Munich Security Report), який слугує основою для обговорення безпекових тенденцій на Мюнхенській конференції з безпеки.
Університет Пенсильванії вп'яте визнав Мюнхенську конференцію з безпеки 2021 року найкращою у світі конференцією аналітичних центрів.
Окрім самої конференції з безпеки, протягом року відбуваються інші заходи на різні теми, такі як енергетика чи кібербезпека.

## Інші події
Крім головної конференції в лютому, Мюнхенська конференція з безпеки організовує велику кількість інших заходів.

### Мюнхенські зустрічі лідерів
З 2009 року в різних столицях світу відбуваються одна або дві Мюнхенські зустрічі лідерів. Обмежена група учасників обговорює поточні виклики зовнішньої політики й політики безпеки з особливим акцентом на конкретному регіональному контексті. Ці зустрічі раніше називалися «Зустрічі основної групи».

### Мюнхенські стратегічні зустрічі
Вибрана група з 30-50 експертів, лідерів і мислителів, які збираються разом у приватній, непублічній обстановці, щоб розробити рекомендації щодо найактуальніших проблем політики безпеки.

### Круглі столи
Регулярні круглі столи з різною кількістю учасників відбуваються як у рамках міжнародних зустрічей та заходів, так і як окремі заходи. Деякі круглі столи проводять у формі саміту, або як окремі бесіди у віртуальній формі. Під час таких заходів обговорюються різні питання, які варіюються від європейської оборонної політики до питань кібербезпеки й безпеки людини.

### Рада з інновацій у сфері безпеки
У 2021 році було створено Раду з інновацій у сфері безпеки Мюнхенської конференції з безпеки, яка об'єднує групу експертів та експерток з галузей технологій та оборонної політики з метою сприяння обміну інформацією стосовно інновацій у сфері безпекової політики.

## Нагороди та мережі

### Премія Евальда фон Кляйста
З 2009 року премія Евальда фон Кляйста присуджується особистостям, які особливим чином працювали «заради миру та вирішення конфліктів». Лауреати отримують медаль із написом «Мир через діалог». З 2005 по 2008 роки премія вручалася під такою назвою. Останніми лауреатами премії були Джон Маккейн (2018), Алексіс Ципрас і Зоран Заєв (2019), ООН (2020), Ангела Меркель (2021) і Єнс Столтенберг (2022).

### Премія Джона Маккейна
З 2019 року на Мюнхенській конференції з безпеки нагороджується до двох осіб, які підготували дисертації, присвячені трансатлантичним відносинам. Нагорода вручається в пам'ять про Джона Маккейна спільно з партнерами: Вищою школою політики Мюнхенського технічного університету, Інститутом політичних досліджень імені брата і сестри Шоллей Мюнхенського університету, Університетом федеральних збройних сил та Інститутом управління імені Джона Маккейна. Нагорода включає участь у подіях Мюнхенської конференції з безпеки та грошовий приз у розмірі 10 000 євро.

### Мюнхенські молоді лідери
Мюнхенська програма молодих лідерів працює у співпраці з Körber Foundation з 2009 року. Щороку 25 молодих представників урядових інституцій, парламентів, аналітичних центрів, медіа й компаній з Німеччини, країн-членів НАТО і країн-партнерів, а також країн Азії та Близького Сходу обираються як Мюнхенські молоді лідери. Окрім індивідуальної програми, вони беруть участь у засіданнях Мюнхенської конференції з безпеки. Це має на меті залучити нове покоління осіб, які приймають рішення, у середовище конференції. Порядок денний та списки учасників і спікерів заходів опубліковані в Інтернеті.

### Програма для жінок-парламентарів
Починаючи з Мюнхенської конференції з безпеки 2023 року, програма об'єднує нове покоління жінок, які приймають рішення в німецькому Бундестазі та Європейському парламенті. Відібрана група міжпартійних жінок-парламентарів протягом року розроблятиме нові ідеї для німецької зовнішньої політики, політики безпеки та розвитку в різних форматах.

## Огляд минулих конференцій

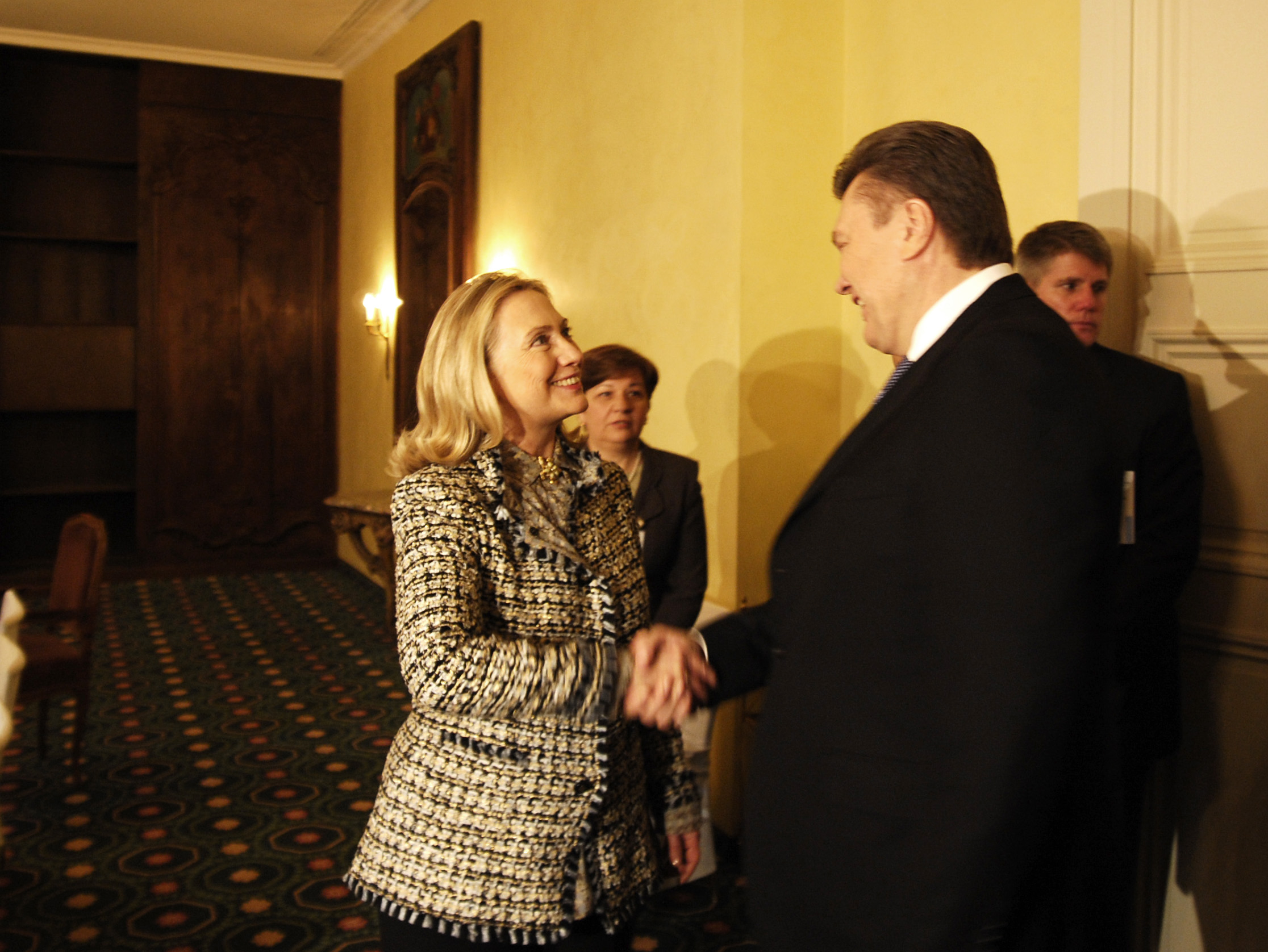
Віктор Янукович з Гілларі Клінтон під час конференції в 2012 році

### Конференція 2014

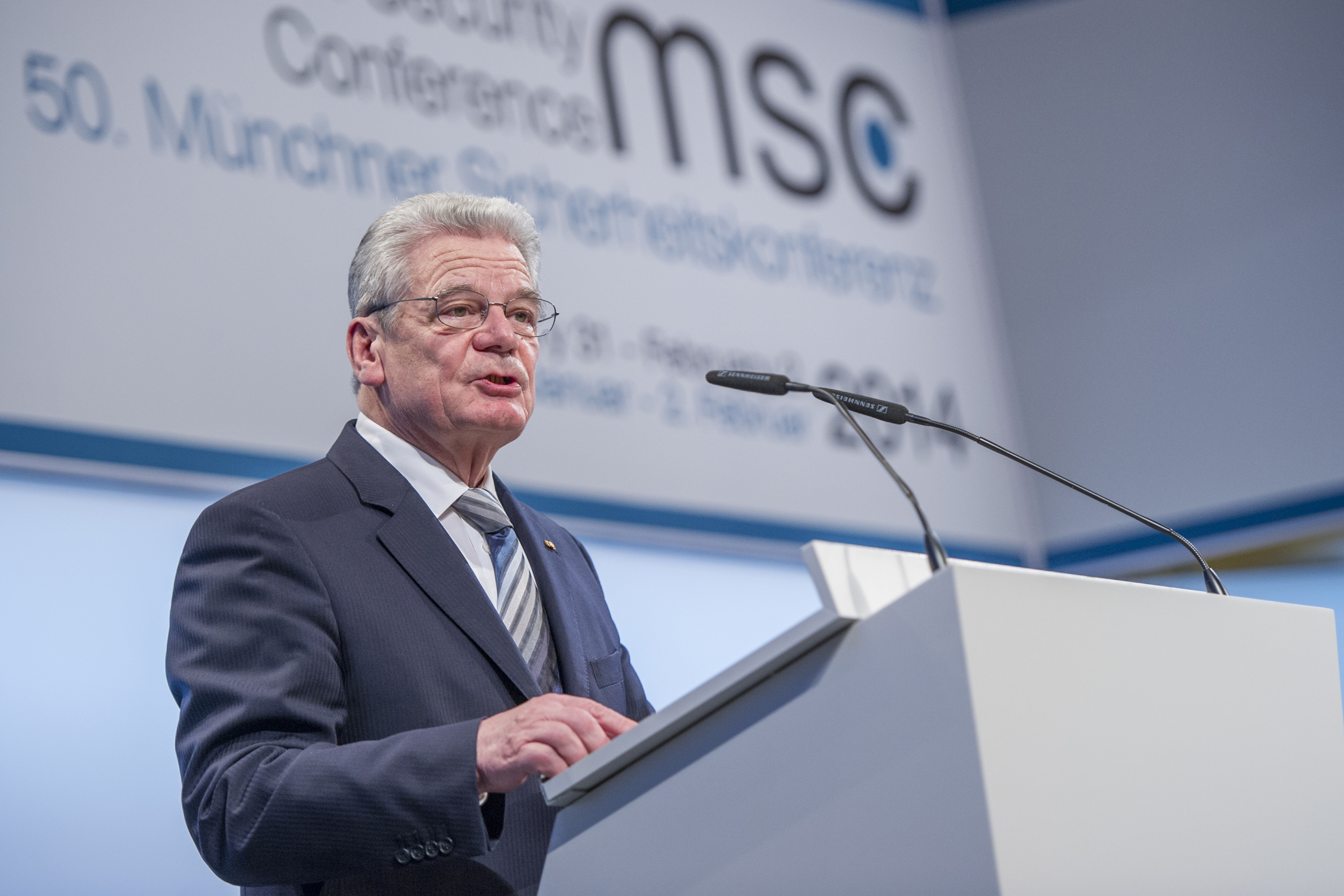
Президент Німеччини Йоахім Ґаук під час своєї вступної промови на 50-й конференції

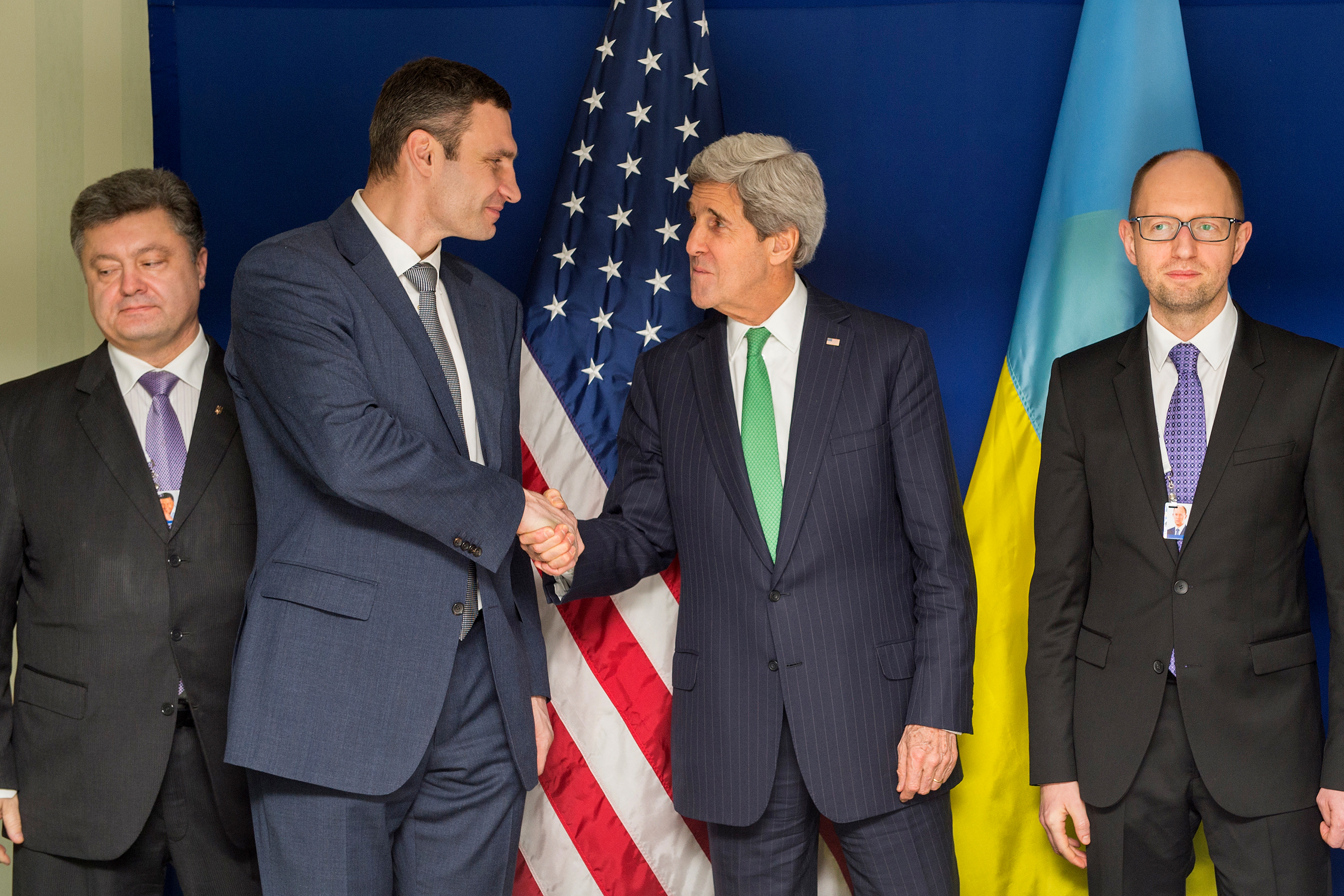
лідери української опозиції під час зустрічі з Джоном Керрі на конференції з безпеки в Мюнхені 2014

Головною темою конференції були події Революції гідності в Україні. Держсекретар США Джон Керрі пообіцяв підтримку українській опозиції. Міністр МЗС РФ Лавров звинуватив західні країни у сприянні «жорстокому повстанню» в Україні.

### Конференція 2015
51-ша конференція проходила з 6 по 8 лютого 2015 року.
Відвідати і взяти участь в дискусіях планували Ангела Меркель, Джо Байден, Джон Маккейн, Єнс Столтенберг, Урсула фон дер Ляєн. Всього планувало взяти участь близько 400 відомих політиків і бізнесменів зі всього світу. Більша частина учасників представляли США і Німеччину, (найбільше з Вашингтону і Берліна). Учасники з України (за абеткою): Віталій Кличко, Павло Клімкін, Андрій Коболєв (Нафтогаз), Віктор Пінчук, Петро Порошенко, Сергій Тарута, Олександр Чалий.

#### Матеріали MSC 2015
- Munich Security Report 2015 / Звіт. 72 стор.
- Program[6] MSC 2015 / Програма

- Agenda Friday, February 6 / План 6 лютого, п'ятниця
- Agenda Saturday, February 7 / План 7 лютого, субота

- List Participants[9] / Список учасників MSC 2015

### Конференція 2016
52-а Мюнхенська конференція відбулася 12-14 лютого 2016 р.
Як повідомлялося на офіційному сайті заходу, у конференції візьмуть участь близько 600 осіб, серед них 30 глав держав і урядів, а також понад 70 глав міністерств оборони і міністерств закордонних справ.
Виступ Президента України Петра Порошенка.
Виступ Джо Байдена, Петра Порошенка і Далі Грибаускайте.

### Конференція 2017
53-а Мюнхенська конференція з безпеки проходила 17-19 лютого 2017 р.
У конференції взяли участь близько 500 осіб, серед них 25 глав держав і урядів, а також 80 керівників міністерств оборони і міністерств закордонних справ.
Галерея
- Програма 2017
- Список учасників 2017

Головною загрозою Європи було визнано Росію. США наполягали на збільшенні оборонних бюджетів країн НАТО, натомість гарантуючи безпеку для Європи. На 2017 рік лише чотири країни (Греція — 2,38 %, Велика Британія — 2,21 %, Естонія — 2,1 % і Польща 2 %) мали військовий бюджет в 2 %, як і домовлялися раніше, в США % значно більший — 3,61 %.
У протистоянні Росія-Захід, Росія залишилася в ізоляції — її не підтримали навіть традиційні союзники Іран та Китай. Україна нічого нового не принесла і згадувалася досить мало, на відміну від попередньої зустрічі, тим не менше, скасування санкцій не обговорювалося, а сенатор-республіканець Ліндсі Ґрем навіть закликав посилити санкції. В своєму виступі про Україну нагадала Ангела Меркель, яка вкотре зазначила, що Росія підтримує сепаратистів на Донбасі, а також згадала про війну на сході України. Віце-президент США Майк Пенс також наголосив на тому, що Росію необхідно закликати до відповідальності за воєнні дії в Україні.
У той же час усвідомлення небезпеки від кібердіяльності ще не було, хоча й США зазнавали неодноразових атак, а також Україна та низка європейських країн. Україна могла б і в цьому плані поділитися зі спільнотою, але Президент України озвучив лише те, що й минулого року — агресію Росії в Донбасі.

### Конференція 2020
56-та Мюнхенська конференція з безпеки проходила з 14 по 16 лютого 2020 року. Серед приблизно 450 учасників були президенти держав, провідні політики, посли, високопоставлені військові, експерти з безпеки, представники міжнародних організацій, науки та бізнесу з країн-членів НАТО та Європейського Союзу, а також з інших країн, таких як Росія, Китайська Народна Республіка, Японія та Індія. Конференції 2020 року проходила під гаслом «Беззахідність» (англ. Westlessness) — «широко поширене відчуття тривоги та хвилювання перед обличчям зростаючої невизначеності щодо майбутнього та долі Заходу», — про що було представлено розлогу доповідь.
Конференція пройшла в онлайн-режимі, в ній взяли участь Ангела Меркель, генсек ООН Антоніу Гутерреш, глава MSC Вольфганг Ішингер, прем'єр-міністр Баварії Маркус Зедер та інші. Президент України Володимир Зеленський назвав кількість українських полонених: 200 осіб в Л/ДНР і ще 100 у Криму і в Росії.

### 57. Мюнхенська конференція з безпеки
Через пандемію COVID-19 57-ма Мюнхенська конференція з безпеки відбулася 19 лютого 2021 року в онлайн режимі. Конференція проходила за участі Ангели Меркель, Антоніу Гутерріша, Еммануеля Макрона і Джо Байдена. Тут у своєму першому зверненні до міжнародної аудиторії президент США проголосив: «Америка повернулася», сигналізуючи про те, що трансатлантичні відносини знову є пріоритетом зовнішньої політики США.

### 58. Мюнхенська конференція з безпеки
58-ма Мюнхенська конференція з безпеки проходила з 18 по 20 лютого 2022 року в готелі Байрішер Гоф (англ. Hotel Bayerischer Hof). У зв'язку з пандемією COVID-19 конференція проходила в умовах суворих санітарно-гігієнічних заходів. Крім усього іншого, кількість учасників була значно скорочена. Серед присутніх були Олаф Шольц, Володимир Зеленський, Камала Гарріс, Антоніу Гутерріш й Урсула фон дер Ляєн. За кілька днів до початку російського вторгнення в Україну на конференції точилися дискусії про можливий початок збройної агресії з боку Росії. Крім того, відбувалося багато заходів, які висвітлювали різноманітні регіональні конфлікти і, серед іншого, стосувалися сфер безпеки людини; розглядалися такі теми, як глобальна охорона здоров'я, відсутність продовольчої безпеки й гендерна перспектива в політиці безпеки. Наприкінці заходу Вольфґанґ Ішинер передав головування на Мюнхенській конференції з безпеки своєму наступнику, послу Крістофу Гойсґену.
18 лютого 2022 року розпочалася Мюнхенська конференція з безпеки-2022. Ключовою темою для обговорення лідерів понад 30 країн світу стала безпекова ситуація навколо України. Порядок денний конференції було викладено за посиланням.
Мюнхенська конференція вперше за два роки відбувалася в офлайн-режимі. На зустріч прибули: канцлер Німеччини Олаф Шольц, генеральний секретар НАТО Єнс Столтенберг, голова Європейської комісії Урсула фон дер Ляєн, прем'єр-міністр Великої Британії Борис Джонсон, президент Франції Емманюель Макрон, віцепрезидент США Камала Гарріс, державний секретар США Ентоні Блінкен та інші високопосадовці. Також участь у конференції взяли ще приблизно 35 глав держав та представників урядів. Вони обговорили основні проблемні питання, серед яких ключовим стала безпекова ситуація довкола України, ескалація ситуації і можливе нове вторгнення з боку Російської Федерації. За повідомленнями ЗМІ, у день відкриття Міжнародної конференції з безпеки-2022 там сталася серйозна пожежа.
До лідерів низки країн на Мюнхенській конференції приєднався й Президент України Володимир Зеленський, який 19 лютого, о 16:30 за Києвом, виступив з емоційною промовою, дорікнувши Заходу за недостатню підтримку.
Під час свого виступу на Мюнхенській безпековій конференції, Міністр закордонних справ Китаю Ван Ї висловив підтримку Україні. Він заявив про необхідність захисту її незалежності та територіальної цілісності. Також Ван Ї наголосив, що Україна має бути мостом, який сполучає Захід і Схід, а не лінією боротьби між великими державами.
Російський президент Володимир Путін запрошення на Мюнхенську конференцію не прийняв. Таким чином, лідер РФ вкотре уник зустрічей, на яких була присутня українська сторона.

### 59. Мюнхенська конференція з безпеки
59-та Мюнхенська конференція з безпеки відбулася в Мюнхені з 17 по 19 лютого 2023 року.
Конференція закликала до нового спільного бачення міжнародного порядку та співпраці, попри геополітичні виклики. Включення Глобального Півдня в конференцію для обговорення та просування глобального бачення стало можливим завдяки новому голові Мюнхенської конференції з безпеки Крістофу Гойсґну.
На додаток до численних загальних тем, таких як зміна клімату, продовольча криза або енергетична безпека, також обговорювалися регіональні і специфічні для окремих країн питання, такі як Іран, Близький Схід і Африканський Ріг.

### 60. Мюнхенська конференція з безпеки
Ювілейна 60-та Мюнхенська конференція з безпеки відбулася в Мюнхені з 16 по 18 лютого 2024 року. У ній взяли участь понад 50 лідерів країн та 100 міністрів. Обговорювали світову безпекову кризу, збройні конфлікти, проблеми міграції, клімат, розвиток новітніх технологій. Однією з головних тем була допомога Україні. Вперше на конференції були широко представлені країни Глобального Півдня. Уряди Росії й Ірану не запросили. Президент України Володимир Зеленський відвідав конференцію у рамках своєї поїздки до Німеччини та Франції, з якими він підписав угоди про гарантії безпеки для України. 17 лютого Володимир Зеленський виступив з промовою, закликавши зупинити агресора та вказав на ризики для світу.